# 冶煉廠鎮 (亞利桑那州)
冶煉廠鎮（英語：Smelter Town）是位於美國亞利桑那州皮納爾縣的一個非建制地區。該地的面積和人口皆未知。

## 地理
冶煉廠鎮的座標為33°17′28″N 111°16′37″W / 33.29111°N 111.27694°W，而該地的平均海拔高度為649米（即2129英尺）。